# Gare de Créteil-Pompadour
Ne doit pas être confondue avec la gare de Pompadour.
La gare de Créteil-Pompadour Parc Interdépartemental des Sports est une gare ferroviaire française de la ligne de Paris-Lyon à Marseille-Saint-Charles, située sur le territoire de la commune de Créteil (Val-de-Marne), à la hauteur du carrefour Pompadour. Cette gare, ouverte depuis le 15 décembre 2013, remplace la gare de Villeneuve-Prairie, située 800 mètres plus au sud, située loin des autres axes de transport.

## Situation ferroviaire
La gare de Créteil-Pompadour est située au point kilométrique (PK) 9,708 de la ligne de Paris-Lyon à Marseille-Saint-Charles, entre les gares ouvertes du Vert de Maisons et de Villeneuve-Triage. Elle est séparée de cette dernière par la gare de Villeneuve-Prairie, fermée depuis le 15 décembre 2013.

## Histoire

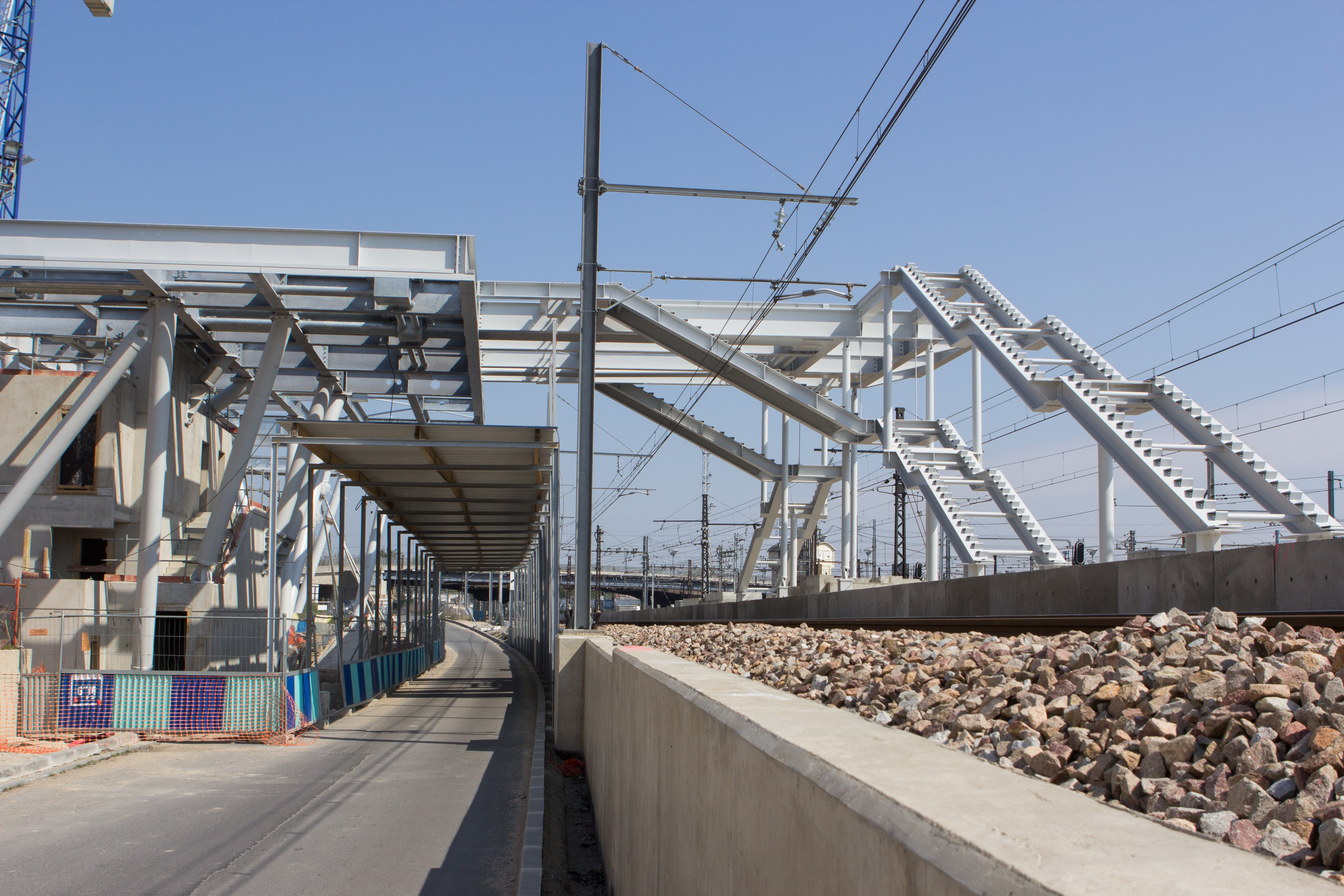
La gare de Créteil-Pompadour en travaux en avril 2013.

Créteil-Pompadour est la première gare réalisée sur le territoire de la commune de Créteil, préfecture du département du Val-de-Marne. La gare est créée pour mettre en correspondance le Trans-Val-de-Marne et la ligne 393 (TCSP Pompadour - Sucy-Bonneuil) desservant la station de métro Pointe du Lac, terminus sud-est de la ligne 8 depuis le 8 octobre 2011, ainsi que pour desservir les zones d'habitation du secteur du Val-Pompadour et du nord de Villeneuve-Saint-Georges.
Inaugurée le 13 décembre 2013, elle est ouverte le 15 décembre 2013 et est desservie par les trains de la ligne D du RER.

## Fréquentation
En 2022, selon les estimations de la SNCF, la fréquentation annuelle de la gare est de 6 412 258 voyageurs. Ce nombre s'élève à 6 072 149 en 2021, à 1 904 409 en 2020, à 7 763 379 en 2019, à 7 588 995 en 2018, à 7 375 710 en 2017, à 7 064 928 en 2016 et à 6 748 141 en 2015.

## Service des voyageurs

### Accueil
Un service commercial est assuré de 6 h à 23 h du lundi au vendredi, de 7 h à 23 h le samedi et de 7 h à 21 h 15 le dimanche.
Le bâtiment voyageurs, d'une superficie de 385 m2 est monté sur pilotis. Il est relié aux arrêts de bus situés à proximité sur la RD 86 par une passerelle piétonne de 120 m de long. L'accès aux quais se fait par une plateforme surélevée d'une superficie de 100 m2, comportant des escalators et des escaliers.

### Desserte
Elle est desservie par les trains de la ligne D du RER.
Conçue initialement pour être desservie par tous les trains de la ligne D (soit seize trains par heure en semaine aux heures de pointe et par sens), la gare est actuellement desservie, aux heures de pointe, en alternance, par un train en provenance ou à destination de Corbeil-Essonnes via Évry-Courcouronnes puis par un train en provenance ou à destination de Melun via Combs-la-Ville.
La desserte de la gare, ainsi que sa configuration à son ouverture avec un quai central desservant seulement deux voies sur les trois présentes  (alors que la gare de Villeneuve-Prairie possède deux quais desservant les trois voies), provoque l'inquiétude de plusieurs élus et des associations d'usagers,,. La gare retrouve une configuration similaire à la gare de Villeneuve-Prairie avec l'ouverture d'un second quai le 28 juin 2023, permettant la desserte de la voie 2M.

### Intermodalité
La gare est desservie par les lignes 393 et Tvm du réseau de bus RATP, par les lignes 429 et 430 du réseau de bus Marne et Seine et, la nuit, par la ligne N71 du réseau Noctilien.

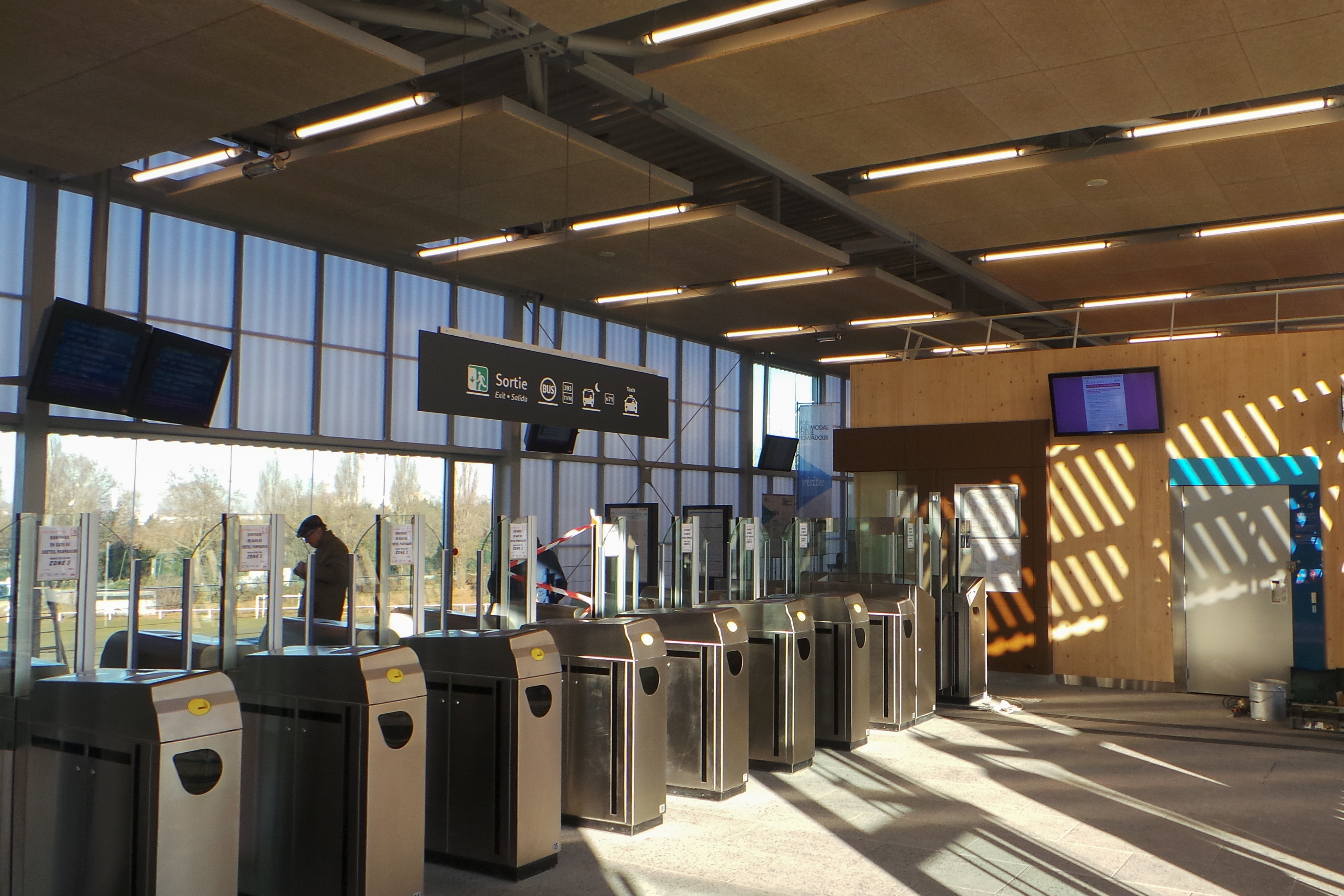
L'intérieur du bâtiment voyageurs.
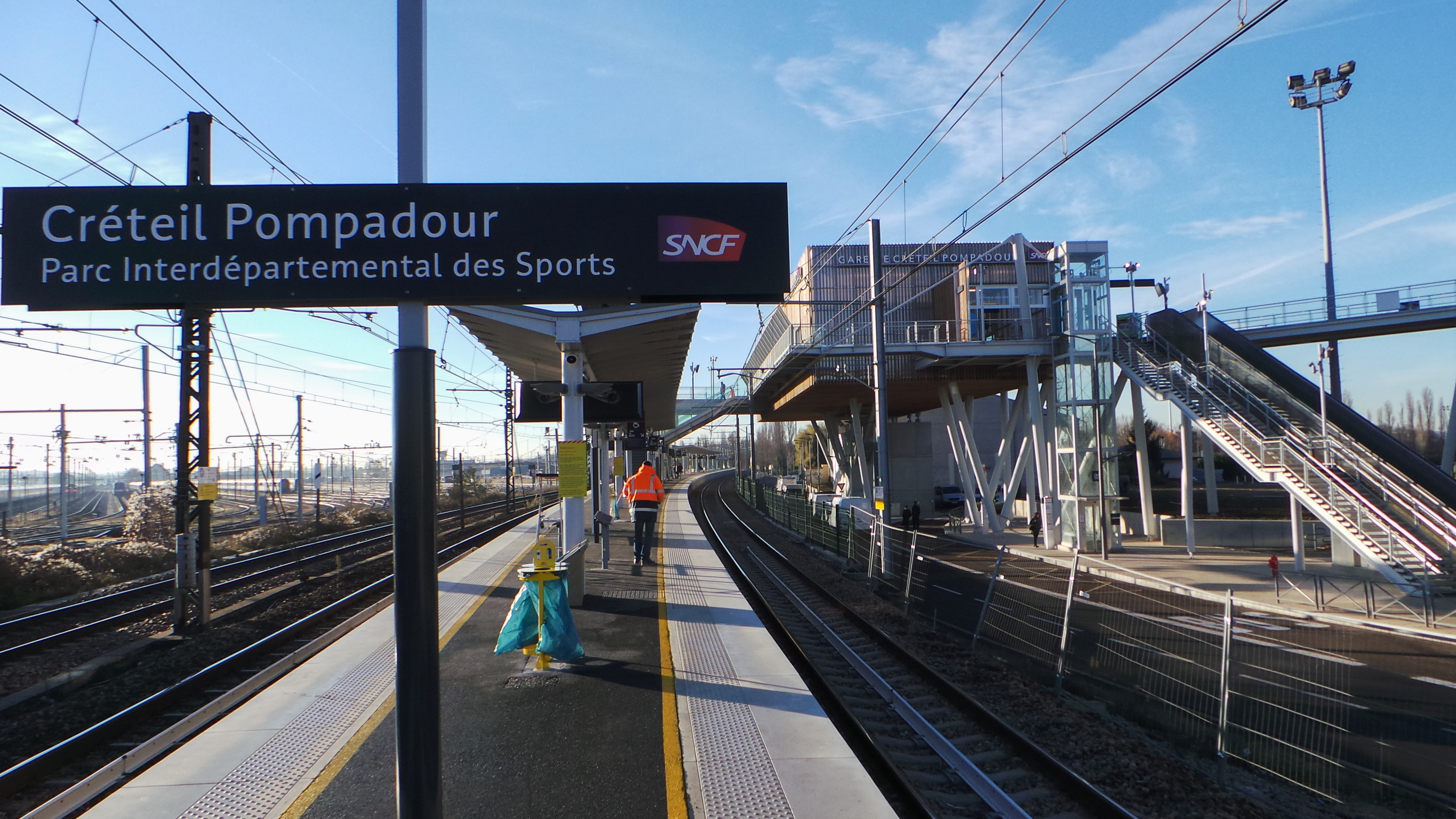
Les deux voies voyageurs au centre.
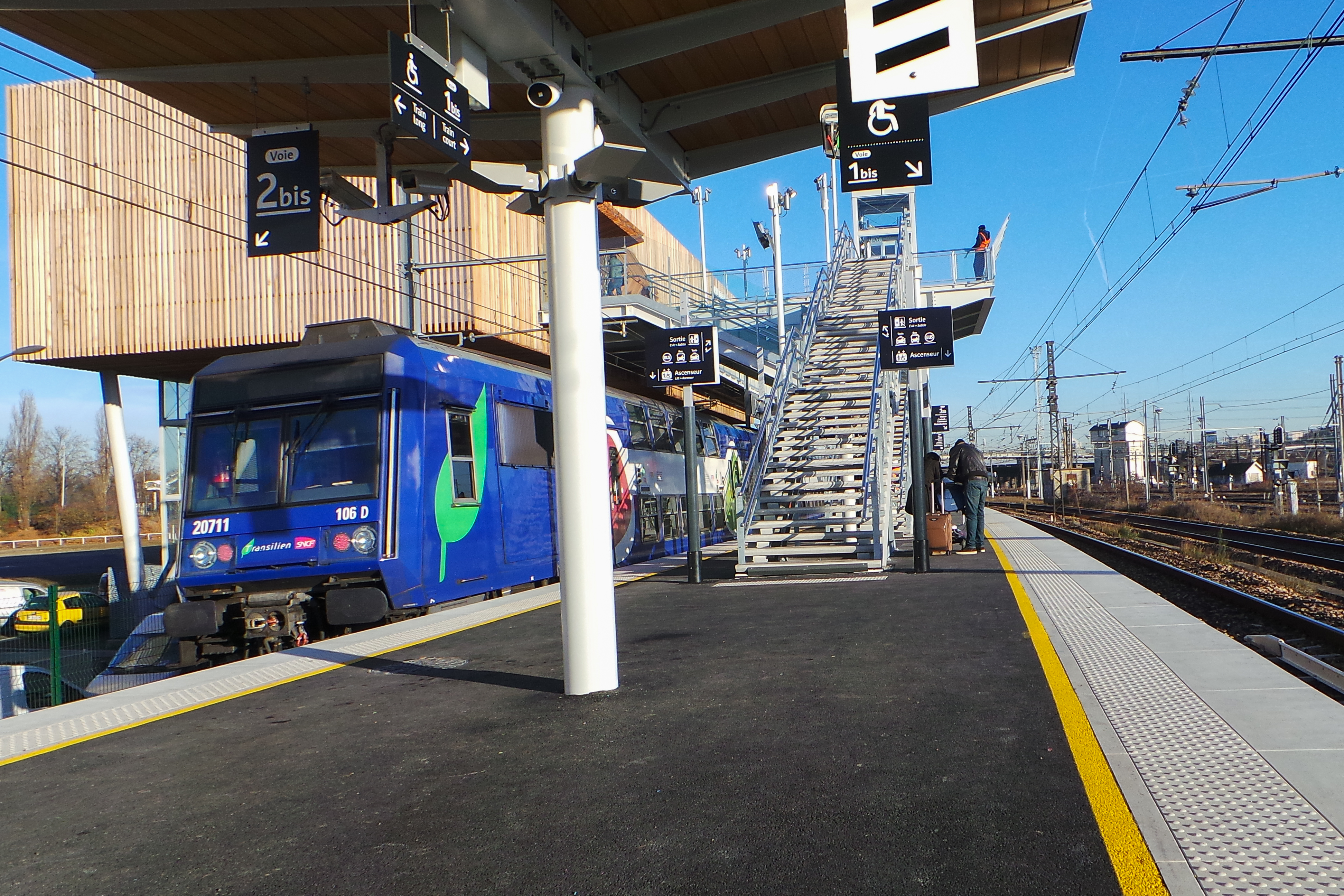
Un train à quai voie 2Bis assurant une mission FACA à destination de Goussainville.
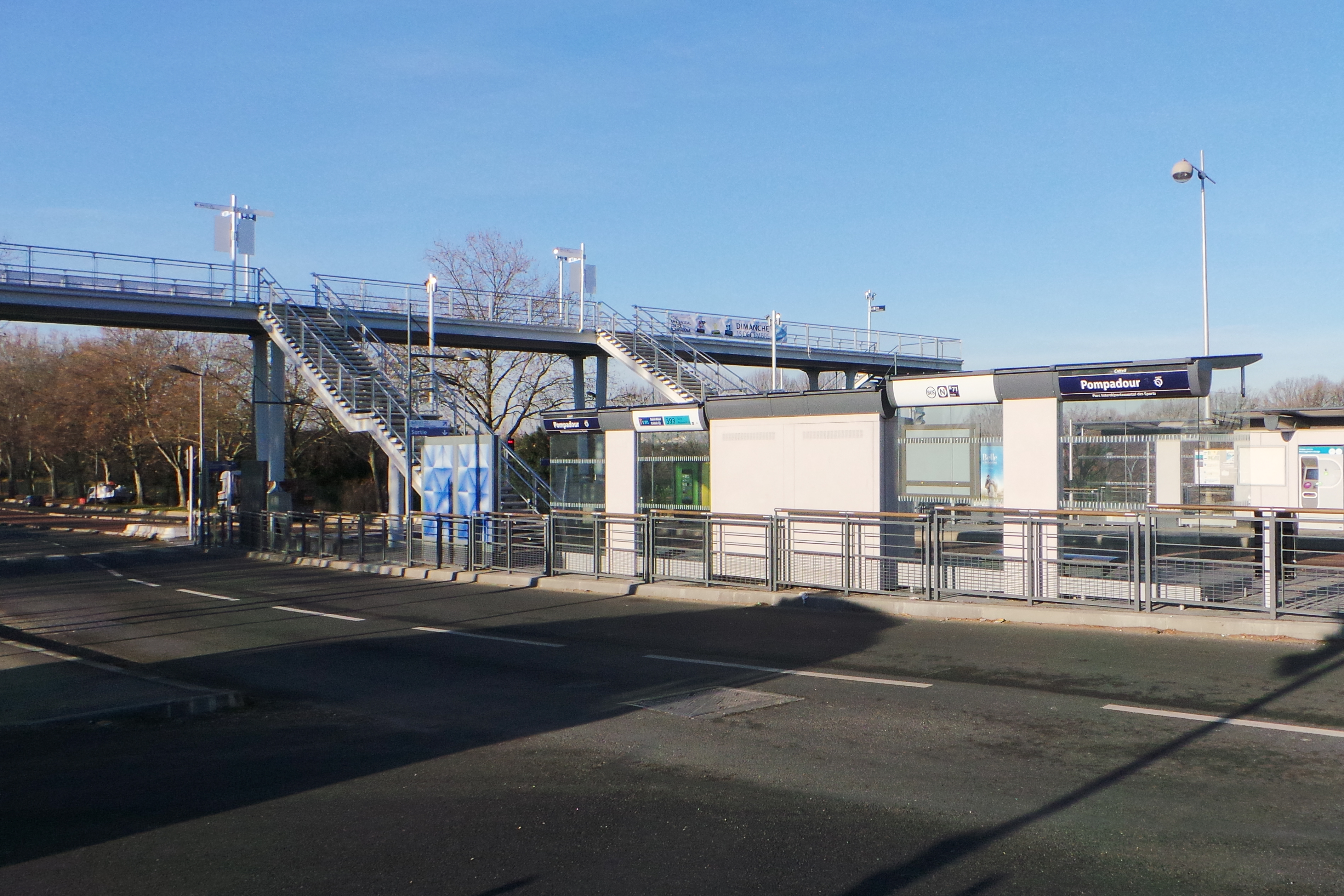
L'arrêt Pompadour des lignes TVM et 393 à proximité de la gare.

## Travaux de la gare

### Construction de la gare
Les travaux de construction de la gare ont duré trois ans. Ils ont débuté à l’automne 2010 par des travaux de terrassement le long du chemin des Bœufs et la création d'un mur de soutènement le long de la voie 2bis pour permettre la création d'une plateforme permettant de recevoir une nouvelle voie. Cette phase préalable a duré jusqu'à mi-2012. Durant l'été 2012, une nouvelle voie de quelques centaines de mètres est posée à l'ouest de la voie 2bis et est raccordée en amont et en aval de cette-ci. La nouvelle voie devient alors la voie 2bis, l'ancienne est ensuite déposée. L'espace ainsi dégagé entre la voie 1bis et la nouvelle voie 2bis permet alors la création du quai de la gare. Les travaux de création du quai, du bâtiment voyageurs et de la passerelle de liaison entre la RD 86 sont réalisés entre l'été 2012 et l'automne 2013.

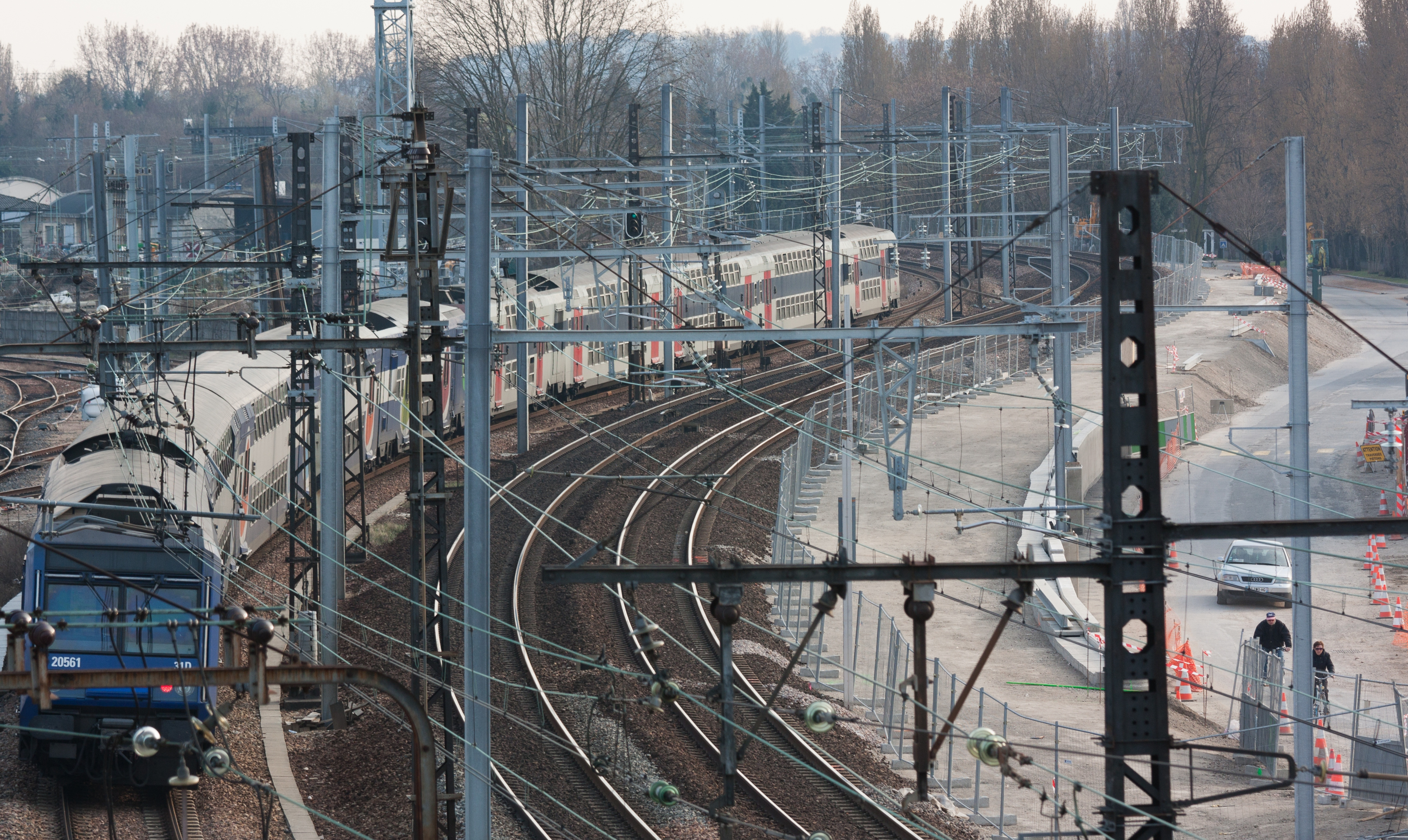
Vue d'ensemble du site de la future gare, en mars 2012.
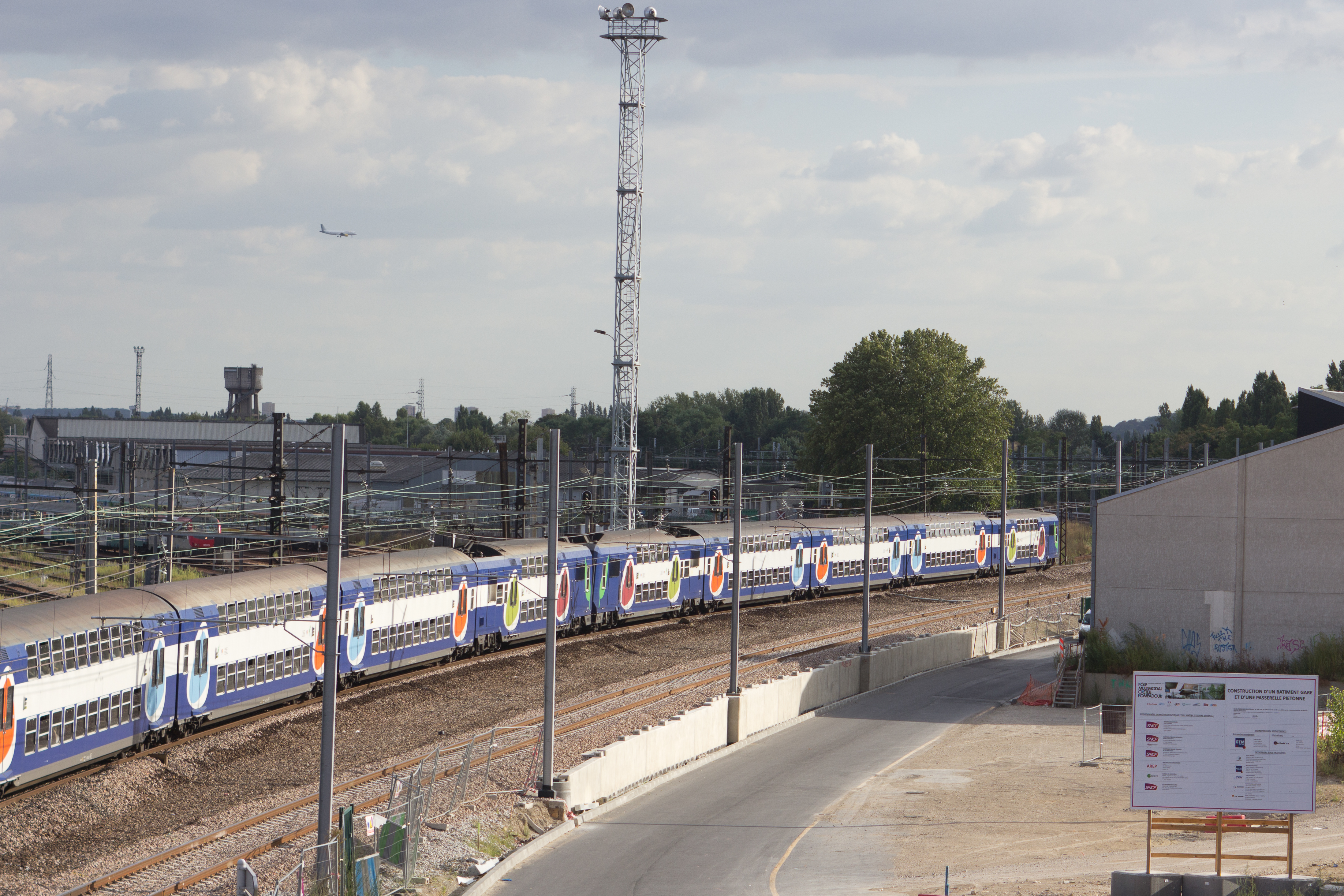
Vue d'ensemble du site de la future gare, en août 2012.
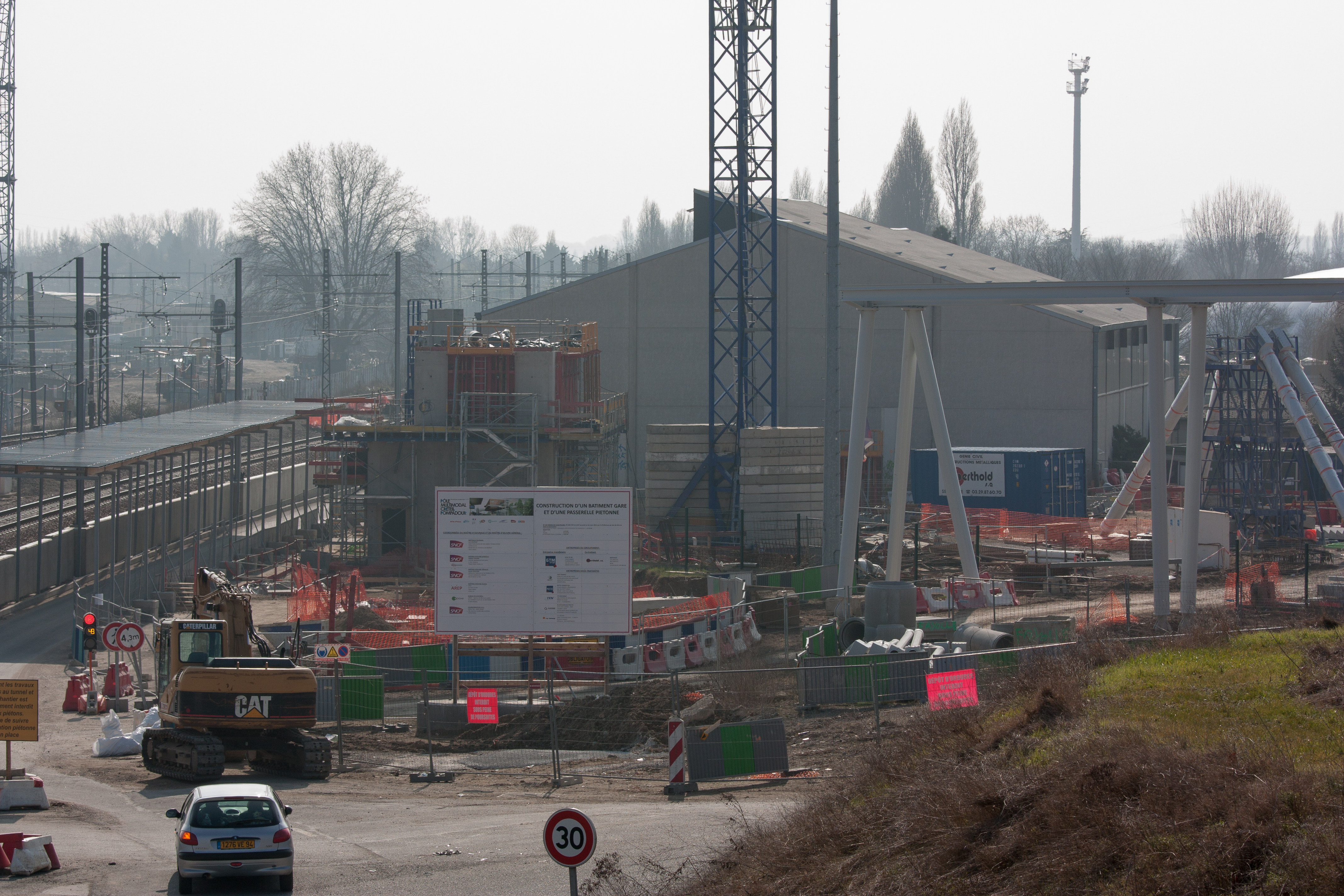
Vue d'ensemble du site de la future gare, en mars 2013.
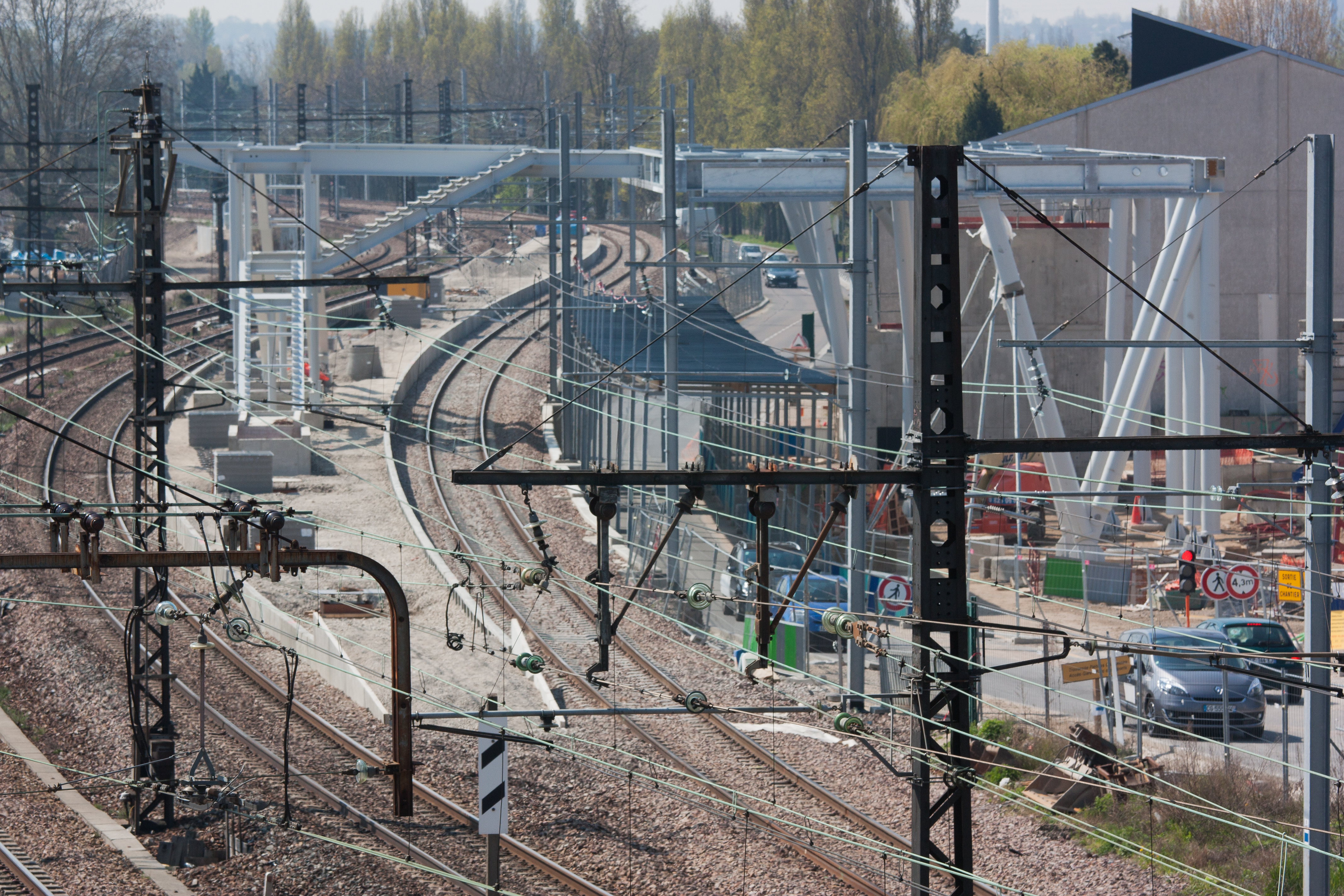
Vue d'ensemble du site de la future gare, en avril 2013.
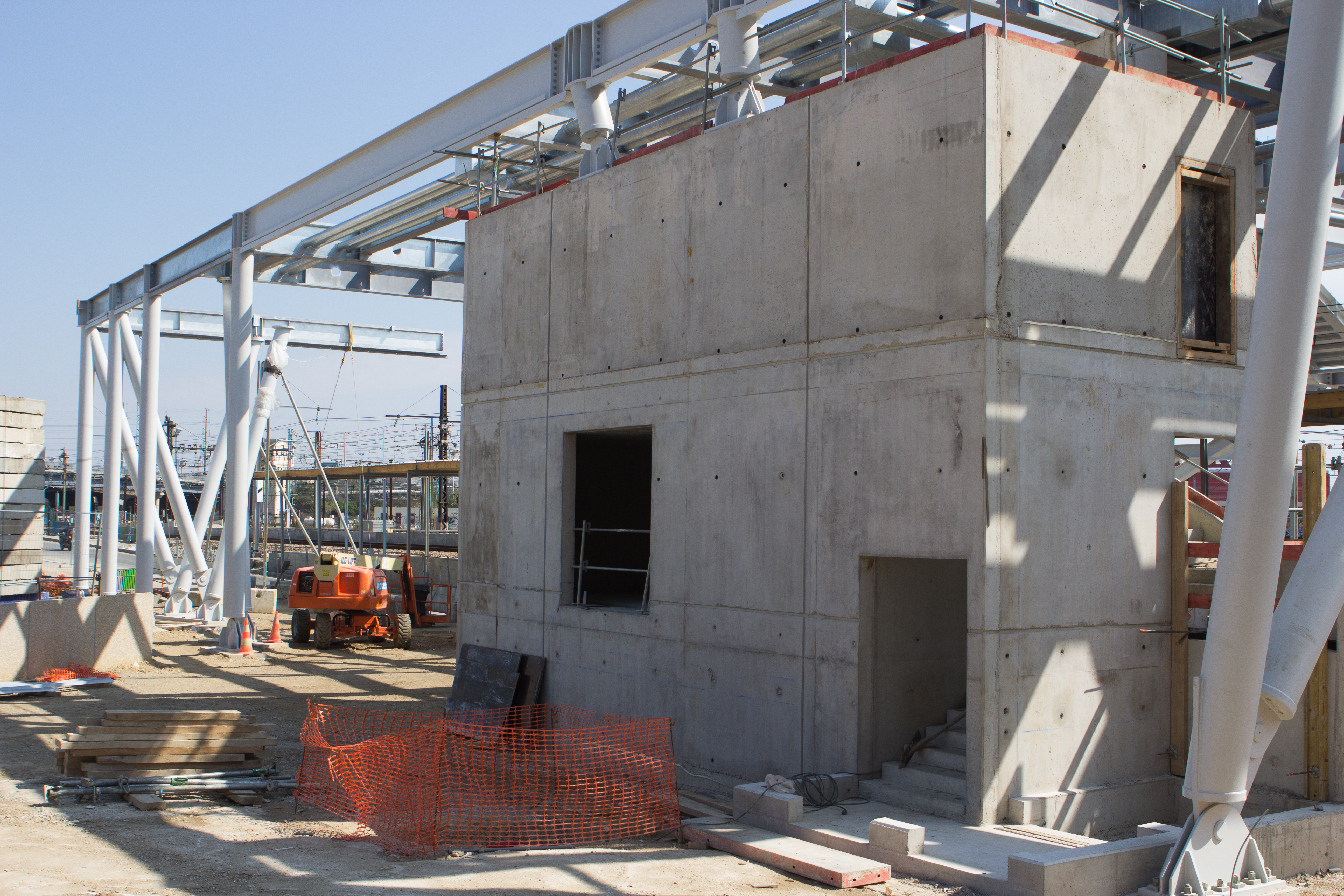
Le bâtiment voyageurs en construction, en avril 2013.
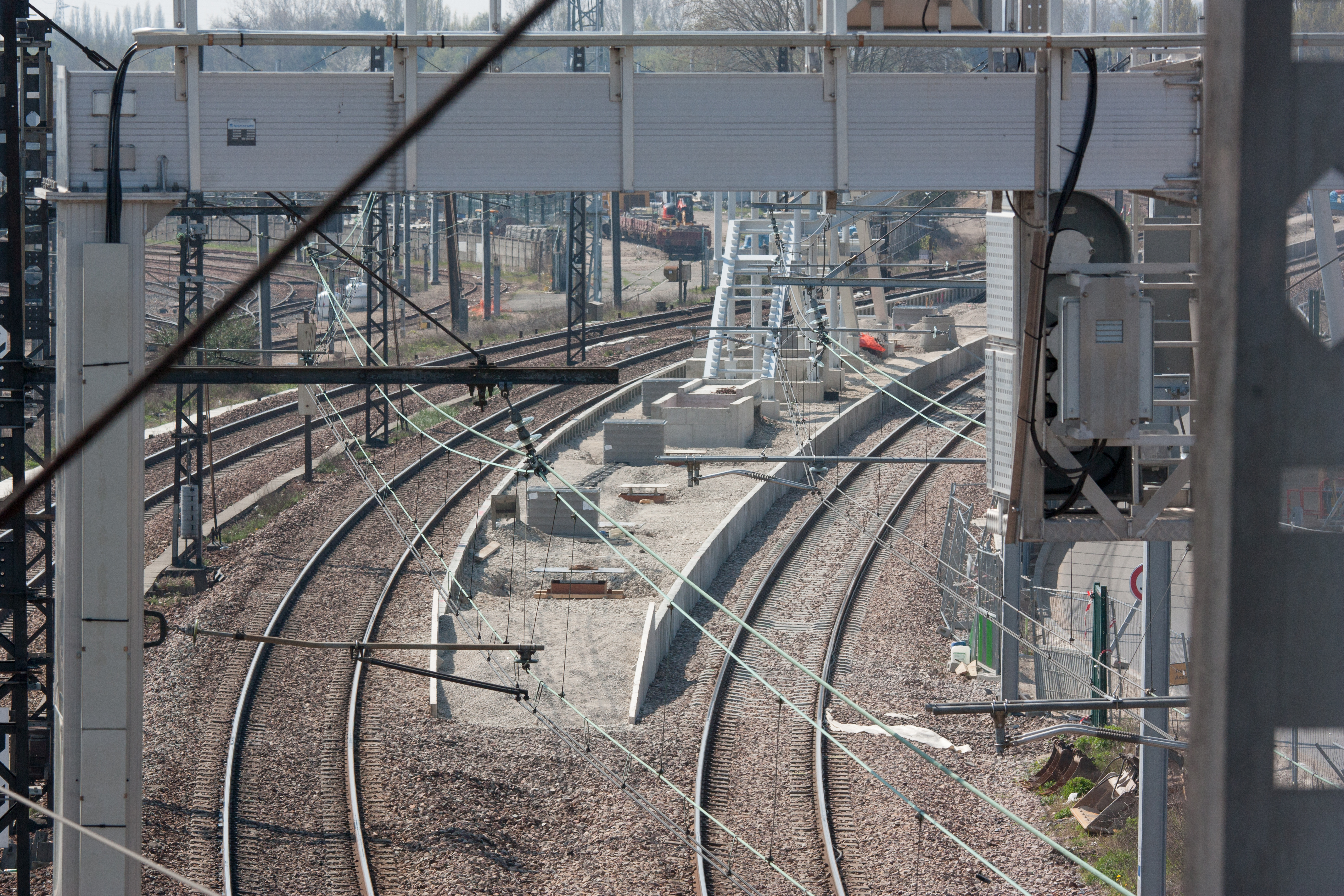
Le quai en construction, en avril 2013.
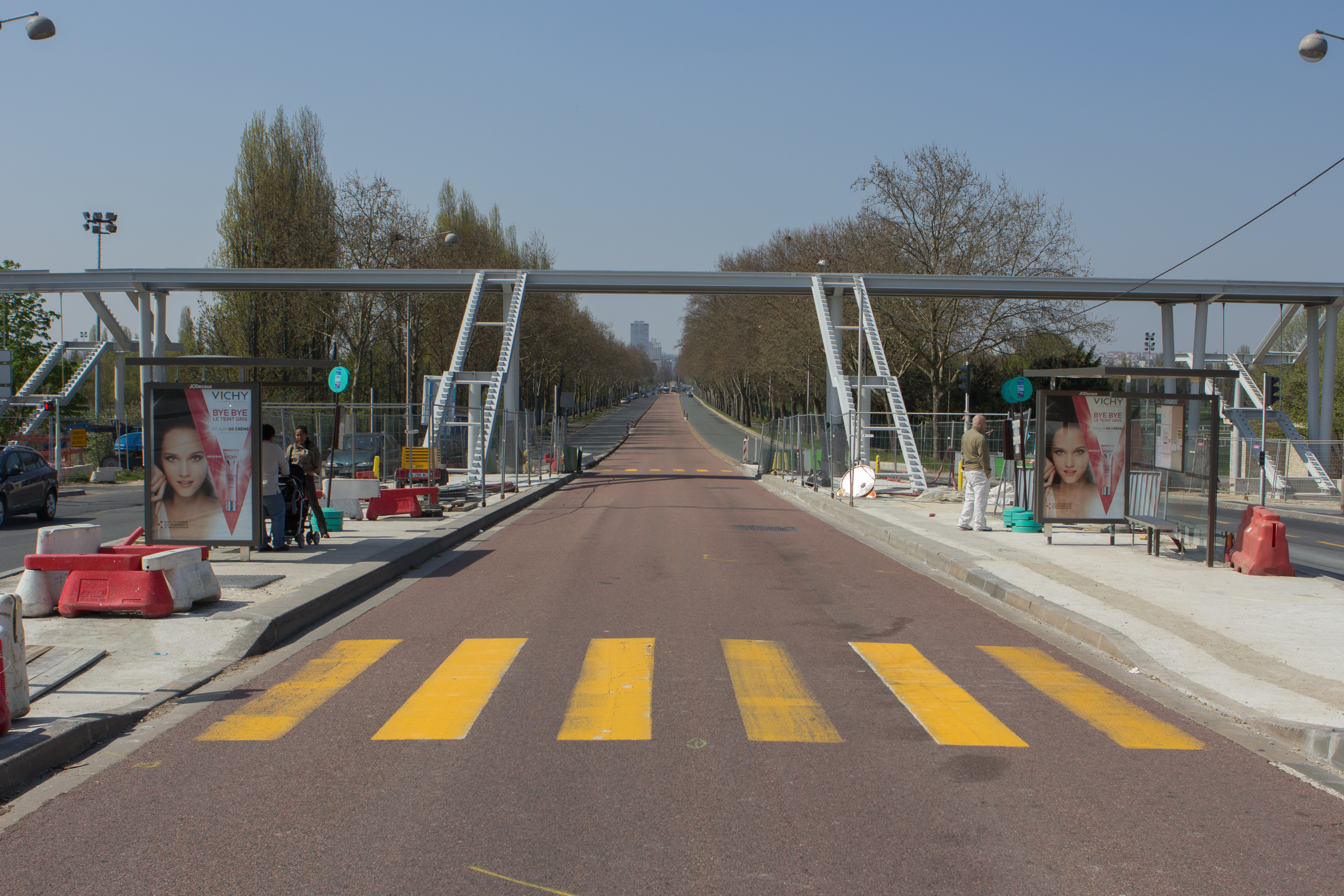
La passerelle piétonne au-dessus du RD 86 en construction, en avril 2013.

### Construction d'un second quai
Dans son communiqué de presse du 13 février 2013, le Syndicat des transports d'Île-de-France (STIF) demande à la SNCF et à Réseau ferré de France (RFF) de lancer des études pour la création d'un second quai le long de la voie 2M.
Compte-tenu de l'importante croissance de la fréquentation de la gare, qui accueille 11 000 voyageurs journaliers en 2018, dépassant les prévisions de trafic les plus optimistes, le quai central se révèle effectivement insuffisant pour accueillir le flux de passagers. Le conseil d’administration d’Île-de-France Mobilités — nouvelle dénomination du STIF — du 9 octobre 2018 a donc voté la création d’un second quai.
Ces travaux, comprenant l'extension de la passerelle pour desservir le nouveau quai, sont évalués à 26 millions d'euros. Financés à 70 % par la Région et à 30 % par l’État, ils débutent en 2020 pour une mise en service prévue en 2022. L'accessibilité de la gare aux voyageurs qui ne viennent pas en bus reste à améliorer, ce qui nécessiterait de modifier le carrefour Pompadour pour faciliter la circulation des piétons et cyclistes.
Le second quai est mis en service le 28 juin 2023.